# 茅原あいり
茅原 あいり（かやはら あいり、1980年3月14日 - ）は、日本の女性ローカルタレント、ラジオパーソナリティー。長崎県佐世保市出身。

## 人物
- 活水女子短期大学卒業。
- 身長160cm。血液型はA型。
- RKBラジオのスナッピーキャスタードライバーを勤めていた(28期生）。
- 現在はフリーランスのローカルタレントとしてRKBラジオのリポーターを中心に活躍している。

## エピソード
- 趣味はバレーボール観戦、買物、温泉巡り、食べ歩き。
- NPO法人日本ネイリスト協会1級、きものコンサルタント7級、マナー検定3級を取得している[1]。

## 出演
すべてRKBラジオ
- ニュース新発見 インサイト
- たかちゃんの電リクじゃんけん

ほか